# JSON-RPC
JSON-RPC는 JSON으로 인코딩된 원격 프로시저 호출이다. 매우 간단한 프로토콜(XML-RPC와 매우 흡사함)로서, 소량의 데이터 타입과 명령들만을 정의하고 있다. JSON-RPC는 알림(notification, 서버로 데이터가 전송되고 응답을 요구하지 않음)을 허용하며, 다수의 호출이 서버로 전송되고 순서없이 응답되는 것을 허용한다.

## 사용
JSON-RPC는 이 프로토콜을 구현하는 서버로 요청을 보내는 것에 의해 동작한다. 이 때 클라이언트는 통상 리모트 시스템의 메소드 하나를 호출하려는 소프트웨어이다. 다수의 입력 파라미터가 배열 혹은 객체의 형태로 리모트 메소드로 전달될 수 있고, 메소드 자신은 다수의 출력 데이터를 마찬가지로 리턴할 수 있다. (구현 버전에 따라 다르다.)
하나의 리모트 메소드는 HTTP 혹은 TCP/IP 소켓 (버전 2.0으로 시작하는)을 사용해 리모트 서비스로 요청을 보내는 것에 의해 호출된다. HTTP를 사용할 때는 content-type이 application/json.로 정의될 수도 있다.
모든 전송 타입은 JSON을 사용해 직렬화한 단일 객체이다. 하나의 요청은 리모트 시스템에 의해 제공되는 특정한 메소드에 대한 호출이다. 이는 다음 3가지의 속성을 포함해야 한다:
- method - 호출될 메소드의 이름 문자열.
- params - 정의된 메소드에 대한 파라미터로서 전달될 객체들의 배열.
- id - 임의 타입의 값. 이것은 요청에 대해 대응되는 응답을 매치시킨다.

요청의 수신자는 모든 수신된 요청에 대해 유효한 응답으로 답해야 한다. 응답은 아래에서 언급한 속성 들을 포함해야 한다.
- result - 호출된 메소드에 의해 반환되는 데이터. 메소드 호출 중 에러가 발생했다면, 이 값은 null이어야 한다.
- error - 메소드 호출 중 에러가 있었으면, 특정한 에러 코드. 아니면null.
- id - 응답하는 요청의 id.

응답이 필요없거나 처음부터 요구되지도 않는 상황들이 있기 때문에, 알림(notification)이 도입되었다. 알림은 id가 없는 요청과 유사하다. 응답이 리턴되지 않을 것이기 때문에 id가 필요없는 것이다. 이 경우, id 속성은 생략(버전 2.0)되거나 null(버전 1.0)이어야 한다.

## 같이 보기
- 원격 프로시저 호출 (RPC)
- JSON